# 钻石
鑽石（古希腊語：ἀδάμας；法語、德語：Diamant），一種由碳元素组成的礦物，是石墨的同素异形体，為五種樞要寶石的一種，化学和工业應用中称为金剛石。鑽石是碳元素组成的無色晶体，為已知硬度最高的天然物質。

## 化学性质

鑽石的正八面體晶體結構

晶体中每个碳原子都以sp3混成軌域与另外4个相邻的碳原子形成共价键，每四个相邻的碳原子均构成正四面体。晶体类型为金刚石结构，因此未经琢磨过的晶体外形往往为正八面體。金剛石中的C-C键很强，所有的价电子都参与了共价键的形成，没有自由电子。金剛石在纯氧中燃点为720-800℃，在空气中为850-1,000℃。
碳有數种已知的同素异形体：不定形碳 ，碳奈米泡沫 ，金刚石，藍絲黛爾石 ，蠟石 ，聚合鑽石奈米棒 ，環碳石墨烯、石墨和富勒烯。在热力学上，金刚石的稳定性低于石墨，可自发转变为石墨，但常温常压下这一转变的速度很慢，可以忽略不计，因此钻石得以稳定存在。自然界形成的金刚石一般形成于地球内部高温高压的环境，后来被火山喷发等地殼構造運動带到地表，因此许多金刚石发现在火山附近。现代工业可在高温高压下生产金刚石，称为「合成金刚石」。

## 物理性质
金剛石的莫氏硬度为10；由于硬度最高，钻石的切割和加工必须使用金剛石粉或激光（比如532nm或者1,064nm波长激光）来进行。金剛石的密度为3.52g/cm3，折射率为2.417（在500纳米光波下），色散率为0.044。由於金剛石沒有自由電子，因此其硬度非常大，不导电，其熔点為3815℃。在工业上，金剛石主要用于制造钻探用的探头和磨削工具。形状完整的金刚石经过打磨，称为钻石，可用于制造高档饰品，价格非常昂贵。

## 工業用途
由於金剛石的硬度極高且導熱性極高，用於沙紙、钻探、研磨工具之上，可以用来切削和刻劃其他物质，以及大型積體電路等散熱板上。
然而，自从1955年通用電氣发现透过高温高压获得人造金刚石的技术后，科學家會利用高溫高壓制成金剛石微粒，而現在細小顆粒的合成鑽石已經較同級天然鑽石便宜。故此，天然钻石的工业价值已经完全消失，目前的主要用途已仅限于首饰与观赏。

## 觀賞用途
金剛石由於折射率高，在燈光下顯得閃閃生輝，稱作鑽石。巨型的美鑽往往價值連城。當鑽石帶有藍、綠或粉紅色屬十分罕有，而顏色深而鮮豔則價錢更高；目前最昂貴的有色鑽石，要屬帶有濃豔紅色的鑽石。
钻石分为一型和二型两种，这主要是根据它是否含有N元素：一型含；二型不含。而蓝色的钻石是二B型的，是半导体。

## 釐定的標準

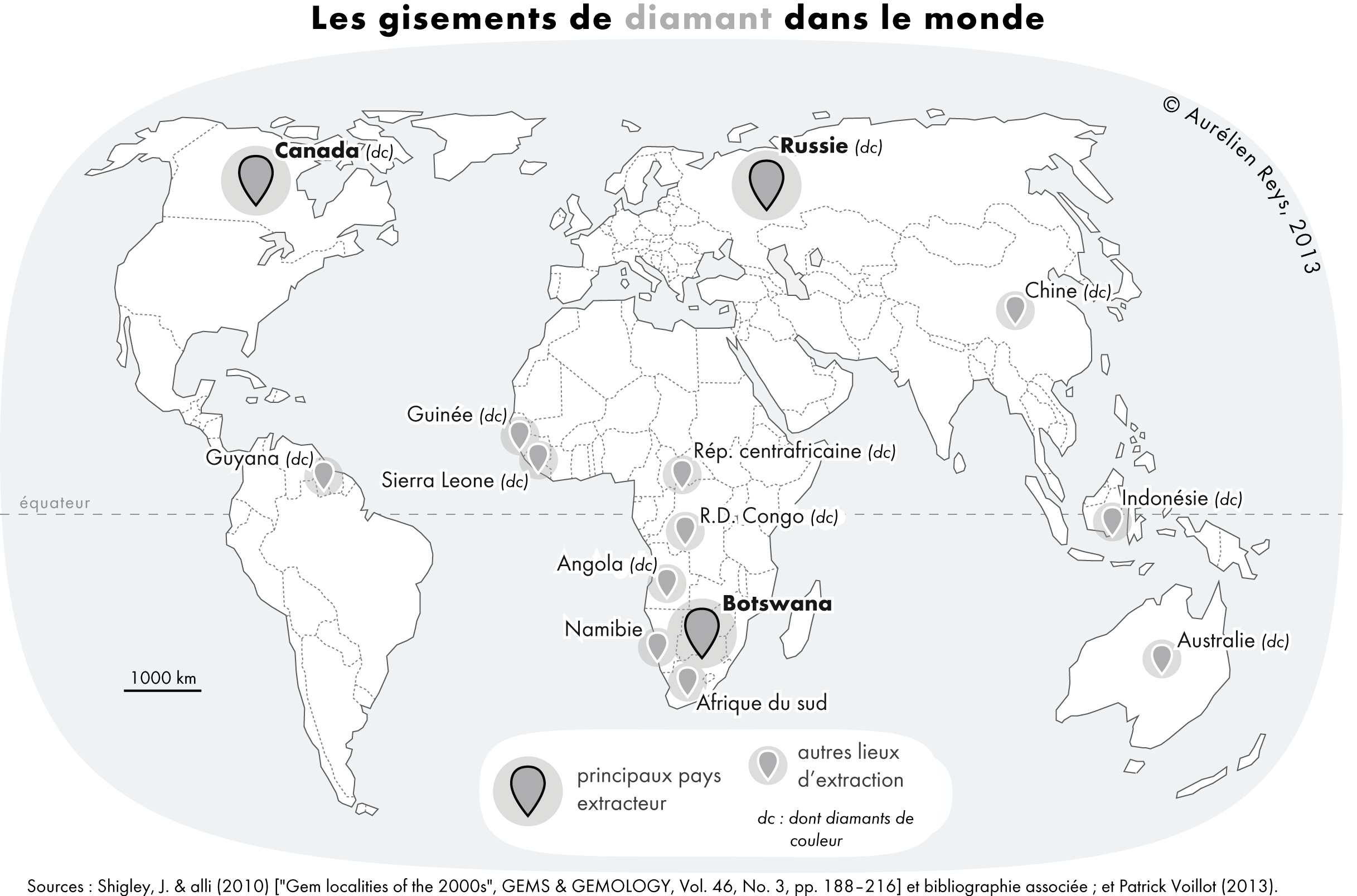
钻石产区图

傳統釐定鑽石價值高低的標準是「4C」制度，即克拉、色澤、淨度、和切割。

### 克拉（Carat）
克拉，或譯卡、卡拉（Carat），是鑽石的質量單位。一克拉相等於200毫克，相传早期钻石商人称量钻石所用的砝码为稻子豆树（carob）果实，一粒这样的果实大约就重200毫克。因為鑽石的密度基本上相同，因此越重的鑽石體積越大。越大的鑽石越稀有，每克拉的價值亦越高。下表為2005年時的價格比較。
| 克拉    | 每克拉價值（美元） | 總值    |
| ------- | ------------------ | ------- |
| 0.5克拉 | 3,000              | 1,500   |
| 1.0克拉 | 5,000              | 5,000   |
| 1.5克拉 | 7,000              | 10,500  |
| 2.0克拉 | 10,000             | 20,000  |
| 3.0克拉 | 15,000             | 45,000  |
| 5.0克拉 | 20,000             | 100,000 |

### 淨度（Clarity）
淨度以鑽石內的內含物多少決定。內含物可能是天然的雜質或裂痕。內含物的數量、位置、大小等都會影響評級。鑽石礦開採出來的金剛石中，只有20%可以成為寶石，其餘的因為內含物較多通常只能作工業用途。而20%~40%的寶石級鑽石中，大部分都包含肉眼可见的內含物。在此級別以上的鑽石較為大眾喜愛。至於屬完美級別的鑽石更為罕有，被稱為「博物館級」鑽石。通常使用10倍放大镜观察钻石内部及表面內含物的大小、数量、分布及对钻石光彩影响的程度，分出等级。一般通行的淨度分級如下：
- FL - “Flawless”，完美無瑕。一般顯示在放大100倍無夾雜內含物或外部瑕疵。
- IF - “Internally Flawless”，內部無瑕。在100倍放大倍率下顯示沒有夾雜內含物，但它們可能顯示出一些細微的外面瑕疵，而那些瑕疵可以用拋光移除掉。
- VVS1, VVS2 - “Very Very Slight”，非常微小。內含物在100倍的放大鏡以下看非常困難，正常肉眼是不會看到內含物，用顯微鏡或放大鏡亦很難找到它們的內含物。
- VS1 and VS2 - “Very Slight”，非常小。在10倍放大鏡下會看到輕微的內含物，但內含物通常在放大鏡或顯微鏡下才能看到。
- SI1 and SI2 - “Slight Inclusions”，小型內含物。在10倍的放大鏡下會明顯看到內含物，並且內含物是有可能是肉眼可見的。
- I1, I2 and I3 - “Imperfect”，清楚的內含物，可以被肉眼看見，這級別的鑽石耐用程度亦會受到內含物的影響而降低。

現代科技之下，有些鑽石的內含物是可以修補的。不過修補過的鑽石的價值會稍低。

### 色澤（Color）
鑽石的色澤會因為化學上的雜質而有所偏差。完全純正的鑽石應該是透明無色的。鑽石偏向不同的顏色會影響它的價值。絕大部分的鑽石都是因為帶有氮原子而偏黃。白鑽越偏黃，價值便越低。但是偏粉紅或藍的鑽石價格卻較高。顏色強烈偏向粉紅或藍的鑽石可能價值連城。
一般的方法是把鑽石按偏黃的程度分為不同的等級，把样品与已知色级的比色石对比确定，以D級最高，Z最低。
- 無色：D, E, F
- 接近無色：G, H, I, J
- 微黃：K, L, M
- 輕淺黃：N, O, P, Q, R
- 淺黃：S, T, U, V, W, X, Y, Z

在考慮鑽石色澤時，同時也應將螢光反應考慮在內，螢光反應是指鑽石曝露於紫外線光線下時，所發生的反應顏色光。但是螢光反應甚少對鑽石的價值發生影響，除非是具有非常強烈螢光的鑽石會影響其透明度及光彩，而產生油濛狀的外表，如此將減損鑽石的美麗及價值，但是若其螢光不至使鑽石產生油濛狀外觀，則不應將其視為一種缺點。
螢光反應其強弱分為1. NONE 2. FAINT 3. MEDIUM 4. STRONG 5. VERY STRONG五級。
| GIA        | 狀態： 現在 | AGS            | 状态： 现在    | AGS            | 狀態： 歷史：1995年前 | CIBJO狀態： 現在      | IDC                   | 狀態： 現在                             | Scan. D.N.         | 狀態： 現在           | Old World Terms  | 狀態： 歷史    |
| 分級及描述 | 分級及描述  | 分級及電子色表 | 分級及電子色表 | 分級及電子色表 | 分級及電子色表        | 分級                  | 分級及描述            | 分級及描述                              | 50克拉或以上的分級 | 50克拉以下的分級      | series 1 scale   | series 2 scale |
| D          | 無色        | 0              | 0 - 0.49       | 0              | 0 - 0.75              | Exceptional white +   | Exceptional white +   | 無色                                    | River              | 白色                  | Finest White     | Jager          |
| E          | 無色        | 0.5            | 0.5 - 0.99     | 0              | 0 - 0.75              | Exceptional white     | Exceptional white     | 無色                                    | River              | 白色                  | Finest White     | River          |
| E          | 無色        | 0.5            | 0.5 - 0.99     | 1              | 0.76 - 1.35           | Exceptional white     | Exceptional white     | 無色                                    | River              | 白色                  | Finest White     | River          |
| F          | 無色        | 1.0            | 1.0 - 1.49     | 1              | 0.76 - 1.35           | Rare white +          | Rare white +          | Colorless when viewed through the crown | Top Wesselton      | 白色                  | Fine White       | River          |
| F          | 無色        | 1.0            | 1.0 - 1.49     | 2              | 1.36 - 2.00           | Rare white +          | Rare white +          | Colorless when viewed through the crown | Top Wesselton      | 白色                  | Fine White       | River          |
| G          | 接近無色    | 1.5            | 1.5 - 1.99     | 2              | 1.36 - 2.00           | Rare white            | Rare white            | Colorless when viewed through the crown | Top Wesselton      | 白色                  | Fine White       | Top Wesselton  |
| H          | 接近無色    | 2.0            | 2.0 - 2.49     | 3              | 2.01 - 2.50           | White                 | White                 | Colorless when viewed through the crown | Wesselton          | 白色                  | White            | Wesselton      |
| I          | 接近無色    | 2.5            | 2.5 - 2.99     | 4              | 2.51 - 3.0            | Slightly tinted white | Slightly tinted white | Slightly colored                        | Top Crystal        | Slightly tinted white | Commercial White | Top Crystal    |
| J          | 接近無色    | 3.0            | 3.0 - 3.49     | 5              | 3.01 - 3.75           | Slightly tinted white | Slightly tinted white | Slightly colored                        | Crystal            | Slightly tinted white | Top silver cape  | Crystal        |
| K          | 微黃        | 3.5            | 3.5 - 3.99     | 5              | 3.01 - 3.75           | 有色白                | 有色白                | Slightly colored                        | Top cape           | 有色白                | Top silver cape  | Top cape       |
| K          | 微黃        | 3.5            | 3.5 - 3.99     | 6              | 3.76 - 4.5            | 有色白                | 有色白                | Slightly colored                        | Top cape           | 有色白                | Silver cape      | Top cape       |
| L          | 微黃        | 4.0            | 4.0 - 4.49     | 6              | 3.76 - 4.5            | 有色白                | 有色白                | Slightly colored                        | Top cape           | 有色白                | Silver cape      | Top cape       |
| M          | 微黃        | 4.5            | 4.5 - 4.99     | 7              | 4.51 - 5.50           | 有色1                 | 有色                  | Slightly colored to colored             | Cape               | 有色                  | Light cape       | Cape           |
| N          | 輕淺黃      | 5.0            | 5.0 - 5.49     | 7              | 4.51 - 5.50           | 有色2                 | 有色                  | Slightly colored to colored             | Cape               | 有色                  | Light cape       | Low Cape       |
| O          | 輕淺黃      | 5.5            | 5.5 - 5.99     | 8              | 5.51 - 7.0            | 有色2                 | 有色                  | Slightly colored to colored             | 淺黃               | 有色                  | Cape             | 輕淺黃         |
| P          | 輕淺黃      | 6.0            | 6.0 - 6.49     | 8              | 5.51 - 7.0            | 有色2                 | 有色                  | Slightly colored to colored             | 淺黃               | 有色                  | Cape             | 淺黃           |
| Q          | 輕淺黃      | 6.5            | 6.5 - 6.99     | 8              | 5.51 - 7.0            | 有色2                 | 有色                  | Slightly colored to colored             | 淺黃               | 有色                  | Cape             | 淺黃           |
| R          | 輕淺黃      | 7.0            | 7.0 - 7.49     | 9              | 7.01 - 8.5            | 有色2                 | 有色                  | Slightly colored to colored             | 淺黃               | 有色                  | Cape             | 淺黃           |
| R          | 輕淺黃      | 7.0            | 7.0 - 7.49     | 9              | 7.01 - 8.5            | 有色2                 | 有色                  | Slightly colored to colored             | 淺黃               | 有色                  | Dark cape        | 淺黃           |
| S          | 淺黃        | 7.5            | 7.5 - 7.99     | 9              | 7.01 - 8.5            | 有色3                 | 有色                  | Slightly colored to colored             | 黃色               | 有色                  |                  | 淺黃           |
| T          | 淺黃        | 8.0            | 8.0 - 8.49     | 9              | 7.01 - 8.5            | 有色3                 | 有色                  | Slightly colored to colored             | 黃色               | 有色                  |                  | 淺黃           |
| U          | 淺黃        | 8.5            | 8.5 - 8.99     | 10             | 8.51 - 10.00          | 有色3                 | 有色                  | Slightly colored to colored             | 黃色               | 有色                  |                  | 淺黃           |
| V          | 淺黃        | 9.0            | 9.0 - 9.49     | 10             | 8.51 - 10.00          | 有色3                 | 有色                  | Slightly colored to colored             | 黃色               | 有色                  |                  | 淺黃           |
| W          | 淺黃        | 9.5            | 9.5 - 9.99     | 10             | 8.51 - 10.00          | 有色3                 | 有色                  | Slightly colored to colored             | 黃色               | 有色                  |                  | 淺黃           |
| X          | 淺黃        | 10.0           | 10 +           | 10+            | 10+                   | 有色3                 | 有色                  | Slightly colored to colored             | 黃色               | 有色                  |                  | 淺黃           |
| Y          | 淺黃        | 10.0           | 10 +           | 10+            | 10+                   | 有色3                 | 有色                  | Slightly colored to colored             | 黃色               | 有色                  |                  | 淺黃           |
| Z          | 淺黃        | 10.0           | 10 +           | 10+            | 10+                   | 有色3                 | 有色                  | Slightly colored to colored             | 黃色               | 有色                  |                  | 淺黃           |

### 切割（Cut）

鑽石切割法的演進

切割指金剛石是如何從原先開採的石礦中切割成寶石。切割往往是最能影響鑽石的品量及價值的一個指標，但是它卻沒有單一的分級方法。

### 形狀
未經切割打磨的金刚石並沒有燿燦生輝的光芒。切割的功用是把鑽石割成可以盡量增加光線反射的形狀。鑽石的切磨也因刻面的形狀、數量及其排列方式的不同，而有不一樣的型式，例如：明亮式「BRILLIANT」、階梯式「STEP」、混合式「MIXED」……等等。1919年數學家Marcel Tolkowsky發明了一種切割方法，能令鑽石在上方看來最為生輝。這種切割方法被稱為圓多面型也就是圓形明亮式（Round Brilliant），亦即最為常見的圓形鑽石。這種鑽石一般標準是有五十七个面或五十八个面，三十三面在冠部，二十四个面或二十五个面（即在底尖处再磨一个面）在腰以下。不屬於這種切割的形狀稱為Fancy Cut，包括有方形、梨形、心形等。
几种常见的切割形式
- 圓形（Round Cut）
- 公主正方形（Princess Cut）
- 梯方形（Emerald Cut）
- 上丁方形（ Assher Cut）
- 欖尖形 （Marquise Cut）
- 明亮切形（Radiant Cut）
- 橢圓形（Oval Cut）
- 梨形（Pear Cut ）
- 心形（Heart Cut）
- 牡丹花88瓣切割法（Peonia Diamond獨家技術）
- 墊形（Cushion Cut）

### 質素
同級重量、顏色，而切割得宜的鑽石，顯得比切割差的鑽石更為燿燦。判斷切割是否優良，要看鑽石的各種比例，各面是否對稱，各種角度等等。有時鑽石的切割角度相差數度，便會造成截然不同的效果。
切割完的鑽石，往往只有原石的一半重量。為了在鑽石保留最多的重量，或者要避開原石上的雜質，有些鑽石切割時會犧牲完美的切割比例。

### 國際寶石鑑定
- 美国宝石研究院（Gemological Institute Of America）
- 歐洲寶石學院（European Gemological Laboratory）
- 比利时鑽石高等評議會（HRD）
- 美國寶石協會（AGS）
- 國際寶石學院（International Gemological Institute）
- 自然資源部珠寶玉石首飾管理中心（National Gemological Training Center）

### 有關于鑽石專有名詞的釋意
全深百分比「DEPTH%」：
高÷寬（平均直徑）= 全深百分比以寬度為基準（圓形則以平均直徑數為基準）。
桌面百分比「TABLE%」：
圓鑽：桌面最長之對角線÷寬（平均直徑）
花式鑽石：桌面寬度÷寬（平均直徑）
星形刻面百分比「STAR LENGTH PERCENTAGE」：星形刻面長度佔腰圍至桌面邊緣的百分比。
冠部角度「CROWN ANGLE」：風箏刻面與腰圍平面的夾角。
冠高百分比「CROWN HEIGHT PERCENTAGE」：
冠部高度百分比=（冠部高度÷平均腰圍直徑）*100
底深百分比「PAVILION DEPTH PERCENTAGE」：
底深百分比=（底深÷平均腰圍直徑）*100
底部角度「PAVILION ANGLE」：又稱亭部角度，腰圍平面與底部刻面所形成的夾角。
腰圍分等「GIRDLE」：腰圍共分為八個等級，一般而言當然以厚薄適中為最理想。
1. 極薄（EXTERMELY THIN）
2. 很薄（VERY THIN）
3. 薄（THIN）
4. 適中（MEDIUM）
5. 稍厚（SLIGHTLY THICK）
6. 厚（THICK）
7. 很厚（VERY THICK）
8. 極厚（EXTREMELY THICK）

尖底「CULET」
尖底大小依次分等如下：
1. 無（POINTED OR NONE）
2. 很小（VERY SMALL）
3. 小（SMALL）
4. 中大（MEDIUM）
5. 稍大（SLIGHTLY LARGE）
6. 大（LARGE）
7. 很大（VERY LARGE）
8. 極大（EXTREMELY LARGE）

修飾「FINISH」:包括了磨光「POLISH」和對稱「SYMMETRY」
通常以以下五級為評定標準：
1. 極優（EXCELLENT）
2. 優良（VERY GOOD）
3. 良好（GOOD）
4. 尚可（FAIR）
5. 不良（POOR）

## 出產
每年大約1.3亿克拉（26,000千克）的鑽石被開採，總值接近美元90億美元。每年有100,000千克的鑽石被合成。 
大約49%的鑽石來自非洲中部和南部，雖然在加拿大、印度、俄羅斯、巴西和澳大利亞已發現重要來源鑽石礦。它們是從由金伯利岩和鉀鎂煌斑岩（lamproite）組成的火山管道中開採出來的。地球深處的高溫及高壓使鑽石形成，而這些管道能將鑽石從地下帶到地表。
目前鑽石供應鏈被部分大公司控制，並且高度集中於世界少數地區。 2012年9月，俄羅斯宣稱在其境內的波皮蓋隕石坑發現超過全球儲量總和的鑽石礦。
根据贝恩公司的报告，2018年全球钻石产量为1.47亿克拉，预计2019年产量为1.42亿克拉。

## 血鑽
天然鑽石的開採常常是引起衝突的主題，例如由非洲準軍事部隊販賣、在戰地開採的鑽石稱為「血鑽」（blood diamonds）又稱為「衝突鑽石」。
因為血鑽成為許多原產地國家長期內戰的原因，因此聯合國決議禁止購買來自內戰國家的鑽石。血鑽的交易，導致有人建議在「4C」制度四個標準下，再增加「道德」（conscience）這個新標準，提升為「5C」制度，來證明該鑽石不是用來資助戰爭，以及在設備安全的鑽礦開採，並且過程中没有僱用童工或非法外籍勞工。在新制度下，超過一克拉的鑽石將附上載有開採鑽礦照片的電腦晶片。

## 合成钻石
合成钻石试图利用复制高温高压的环境施加于晶种上，人工制造钻石的生长现象。
近年由于钻石的高导热性，合成钻石也望成为取代矽成为半导体材料大幅加快电子产品性能，许多公司也在研发“钻石电脑”的概念；甚至有人喊出矽谷将改名为钻石谷，日本电信电话公司（NTT）2003年就宣布已经开发出一种工作频率为81GHz执行速度高于先前元件速度两倍的钻石半导体（diamond semiconductor）元件。NTT称这项进展显示着首次能够放大30GHz~300GHz频段的mm波，强化数位电视广播的能力。
20世纪的科技以往只能制造极小的钻石颗粒，附加于沙轮和切割刀上做工业用途，没有珠宝价值，化学气相沉淀法发明后有出现较大颗粒钻石但是多半有杂色泽和杂质，尺寸也还是相对小。
但是毛河光等人公开发表CVD钻石的研究申请专利后，全世界有百家实验室一窝蜂投入这种CVD（Chemical Vapor Deposition，化学气相沉淀）钻石研发，但因无法突破钻石生长的速度后来纷纷退出，毛河光的实验室则是耗费百万美元不断实验，终于2005年发表发现了人工钻石迅速长大的秘方，生产出10克拉纯洁钻石一举轰动钻石业界，其後毛河光只表示与多家珠宝厂商洽谈量产应用中，从此深居简出也没有再发表过钻石相关论文、也没有后续生产应用的公开消息，成为学术界一大谜团。2010年毛河光研究小组的蒙宇飞博士合成出目前世界上最大的CVD无色鑽石，切割後达2.3克拉，外观媲美优质天然鑽石。
现主要生產國為美國、俄羅斯、愛爾蘭及南非等。2019年央視報導中國科學院突破以籽金片和甲烷气体製造人工鑽石，能以每小时0.007公厘的速度生长，每個氣體槽中每星期可以長出一克拉大小。

## 鑽石保養
由於鑽石的成分是碳，故忌高溫，1克拉的鑽石在一般火災現場（溫度1,130度）經過70分鐘後就會完全變成二氧化碳。鑽石雖然堅硬，但若將兩顆鑽石放在一起會互相刮花。因此應將鑽石獨立放在首飾盒內，避免與其他飾物同時存放。每年可以將鑽石首飾拿給珠寶商检查一次，查看鑲託是否鬆脫與磨損，重新給它固定和擦亮。鑽石對油脂有粘結性，粘上皮膚油脂、化妝品及廚房油脂的鑽石會失去光澤，因此應每月清洗一次。清洗方法是：將鉑金首飾浸入首飾清洗液中約5分鐘，取出後用小牙刷輕刷鑽石，再將其放入濾網上用水沖洗，最後用軟布吸乾水分。清潔鑽石應該以清水加入少量清潔劑，浸泡後以軟身的毛刷洗刷鑽石，再以清水沖洗並將水份吸乾。也可以專業鑽石抹布輕輕抹擦鑽石，或到購買之鑽飾店請職員代替清洗。鑽石的碳鍵在紫外線強烈或長期照射下會分解，所以應當保存最實在無陽光或紫外線照射的地方。以防鑽石表面出現類似腐蝕的痕跡。洗碗或做粗活時不要佩戴鑽石，鑽石雖然堅硬，但是若依其紋理方向受到重擊可能會有刮損。鑽石應小心避免碰撞或摔落，鑽石雖然硬度最高，但韌性卻相對的小，由高處摔落雖不會碎，但會崩裂。

## 市場交易模式
鑽石交易須透過特定的機構方能買賣，極具封閉性的市場，現今全球過半數的鑽石原石集中於英國倫敦的中央統售機構（Central Selling Organization，CSO），全球僅不到百家的看貨商可以向該機構購買。其中知名的鑽石品牌商戴比爾斯（De beers，其經典廣告詞：鑽石恆久遠，一顆永流傳）則是在此市場擁有龐大的權力，而日本可於中央統售機構看貨的僅有田崎真珠。鑽石原石經過裁切後，再透過鑽石交易所販售後，到達各個通路，再銷售予一般消費者手中。

## 圖集

著名的鑽石
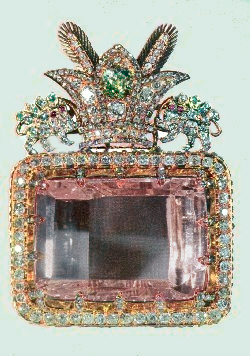
Darya-ye Noor
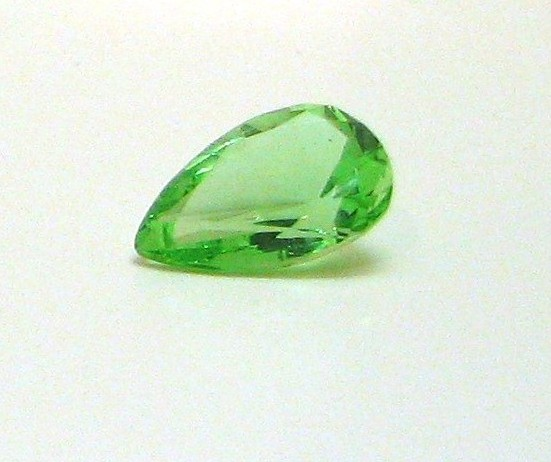
Dresden Grün（複製）
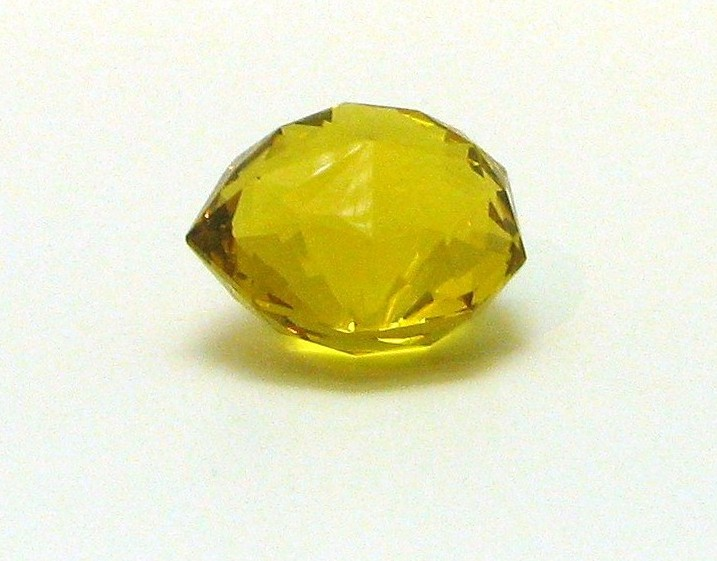
弗伦提那钻石（複製）
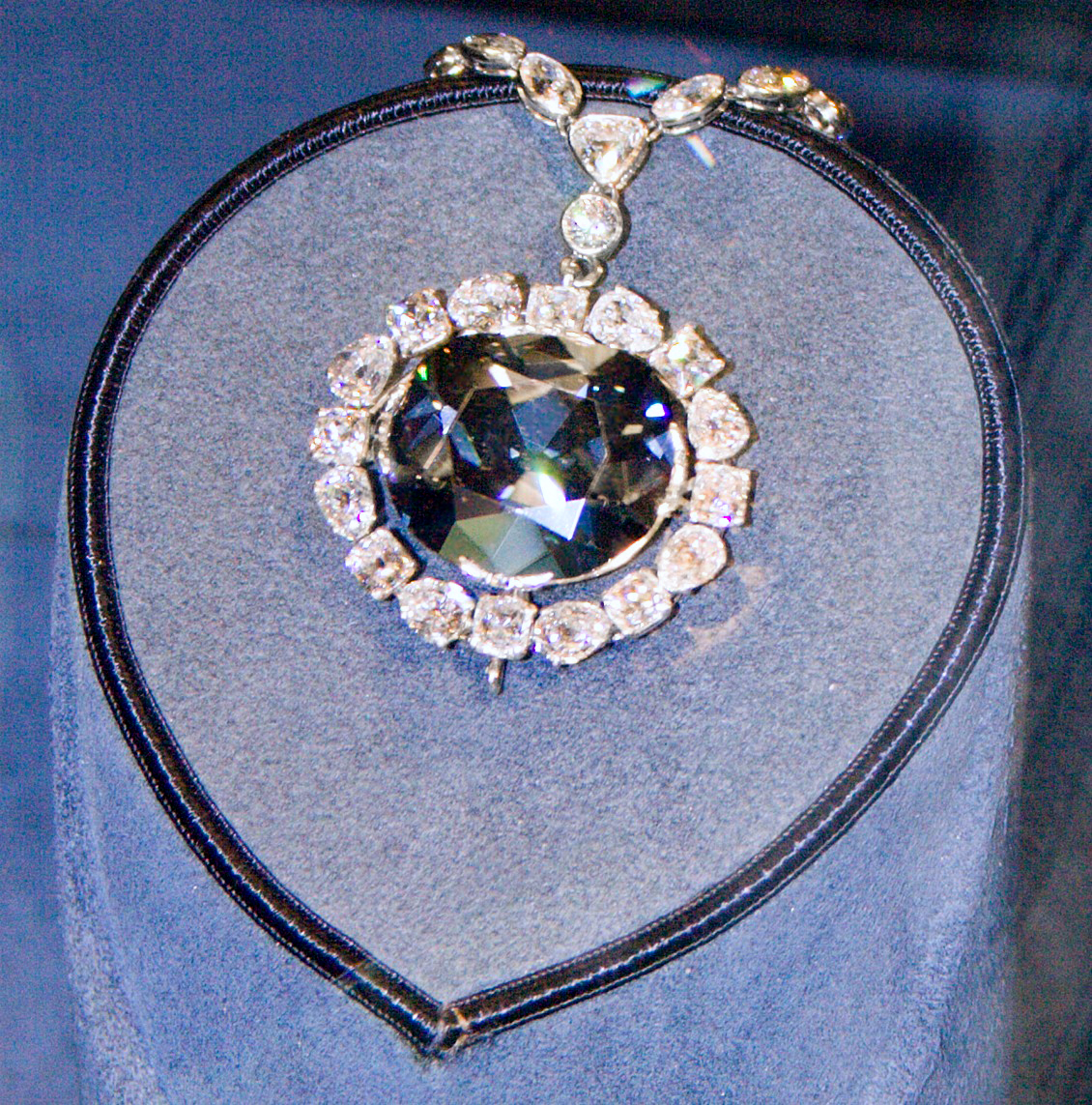
希望钻石
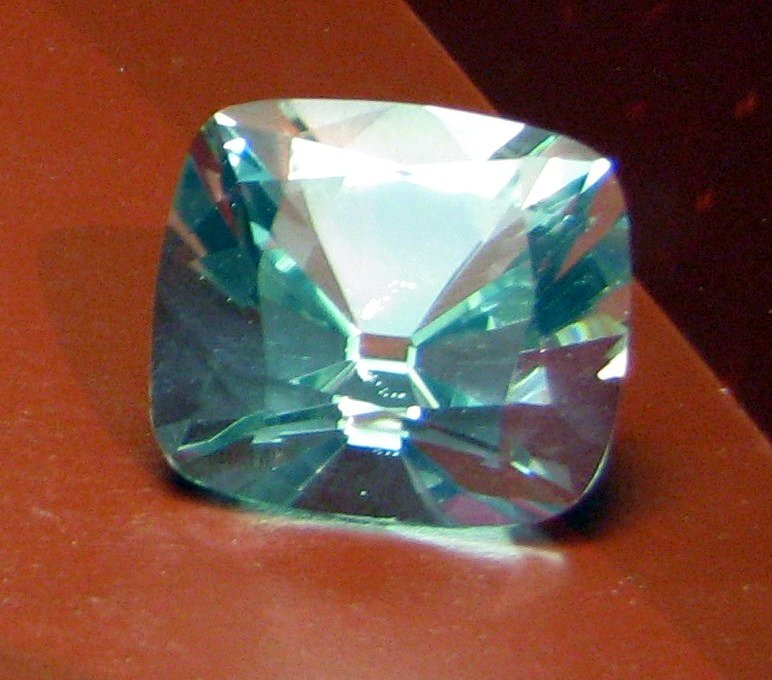
Jubilee（複製）
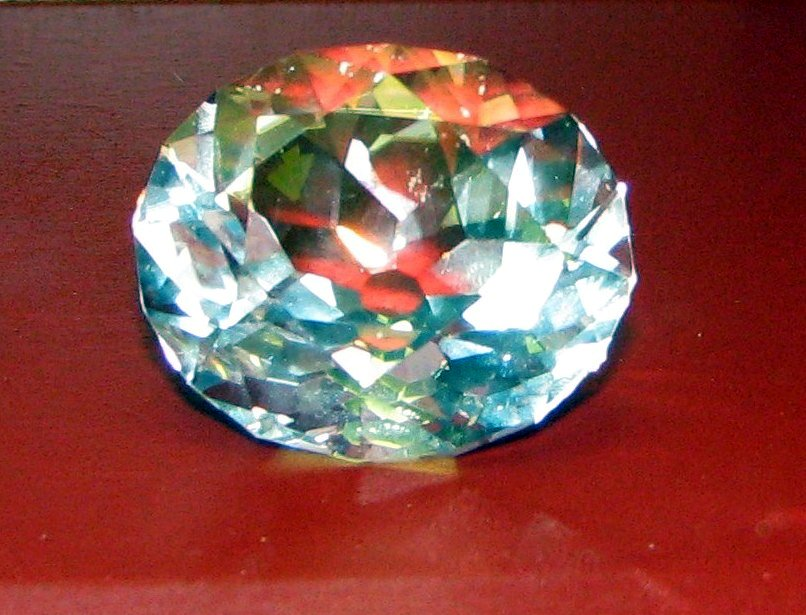
Koh-i-Noor（複製）
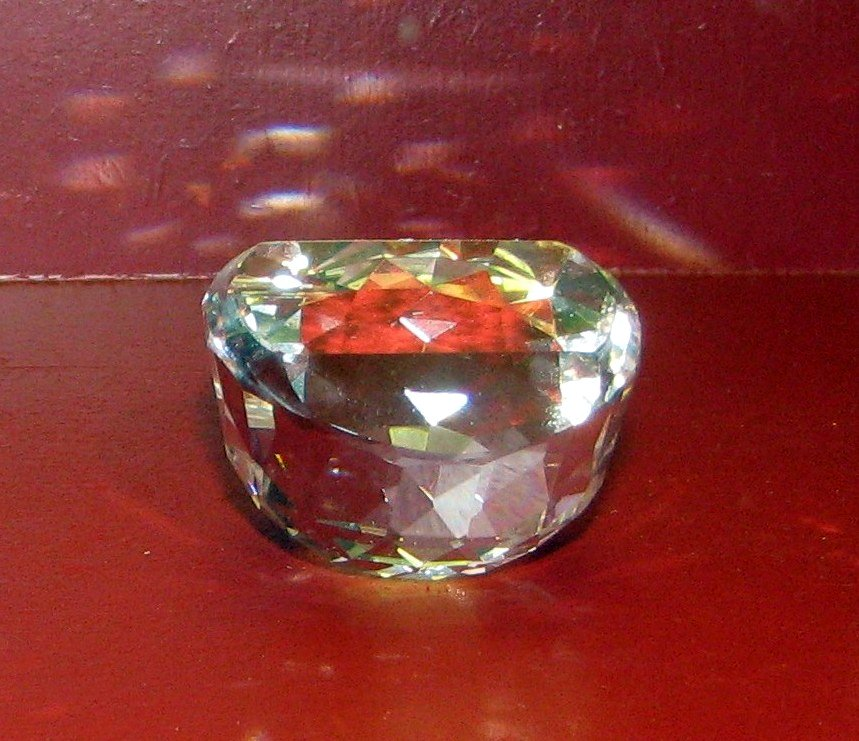
Orlov（複製）
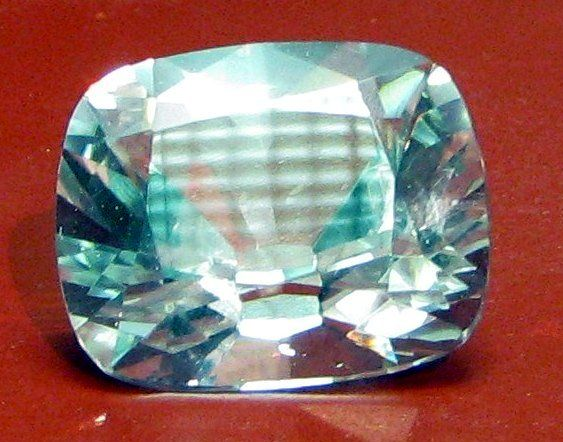
Star of the South（複製）
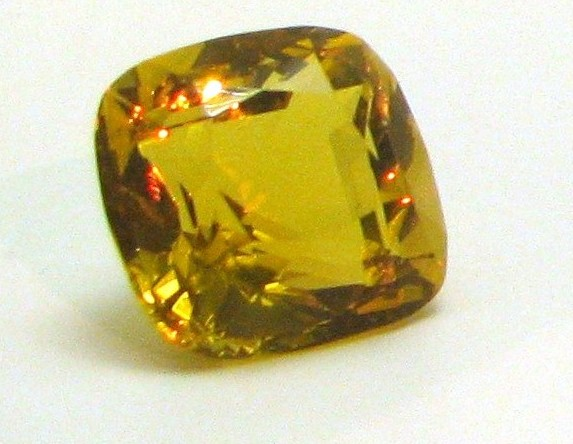
Tiffany Yellow（複製）
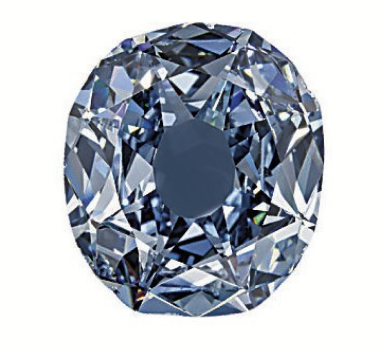
Wittelsbach-Graff